# Ленок гостроносий
Ленок гостроносий (Brachymystax lenok) — вид риб роду Ленок підродини Лососі родини лососевих.

## Опис
Загальна довжина сягає 55-60, інколи 70 см, вага в середньому 8 кг, деякі особини сягають 15 кг. Тіло струнке і сильне, вкрите дрібною лускою. На хвостовому стеблі є маленький жировий плавець, в якому немає променів. Рот напівнижній. Зуби на сошнику й піднебінні утворюють безперервну подковоподібну смужку, рот невеликий, верхнещелепна кістка не доходить до вертикалі заднього краю ока. Забарвлення світле, сріблясте, під час нересту на боках добре помітні ніжно-рожеві плями. З боків тіла зазвичай є округлі темні плями. Зябревих тичинок має 20-27.

## Спосіб життя
Мешкає в річках і озерах, по річках піднімається до витоків, зустрічається навіть у високогірних льодовикових озерах, тримуючись у річках перекатів і порогів, а в озерах — витоків річок і гирл приток.
Молодь у ранньому віці живиться зоопланктоном, у міру зростання переходить на споживання донних організмів — личинок комах, бокоплавів, дрібних молюсків, дощових хробаків, ікри й молоді інших видів риб (ян, піскар, ялець, окунь і харіус). Великі ленки іноді заковтують мишей, землерийок, жаб. Живиться ленок у будь-який час доби, особливо активно вранці й увечері.
Статевозрілими стає на 5-му році життя, при досягненні довжини 25-40 см і ваги 400–500 г. Самки зазвичай дозрівають на рік пізніше самців. Нерест проходить у верхів'ях невеликих річок, струмків, ключів, де нереститься в травні на глибині 20-50 см. Нерест буває в травні-червні при температурі води 5-7 °C. Викидають ікру на ділянках зі швидкою течією і кам'янисто-гальковим ґрунтом, на глибині до 1 м. Середня плодючість 5-6 тис. ікринок. Ікринки в ленка найдрібніші з усіх лососевих риб — у діаметрі не перевищують 3 мм. Ембріональний розвиток триває від 15 до 45-49 днів залежно від температури води.

## Розповсюдження
Мешкає у річках Єнісей, Іртиш, Лена, Селенга, Амур, Керулен, оз. Байкал (райони Монголії, Казахстану, Росії, північного Китаю).